# Dainius Petras Paukštė
Dainius Petras Paukštė (* 10. Juni 1953 in Vilnius; † Oktober 2020) war ein litauischer Politiker.

## Leben
Nach dem Abitur 1971 absolvierte Paukštė 1980 das Diplomstudium der Rechtswissenschaft an der Vilniaus universitetas.
1971 war er Schlosser im Betrieb in Vilnius. Von 1971 bis 1973 leistete er den Pflichtdienst bei der Sowjetarmee. Von 1990 bis 1998 leitete er den Gewerkschaftenverband Lietuvos Vietinio ūkio ir paslaugų darbuotojų profsąjungų federacija. 2000 war er Mitglied im Seimas. Ab 2001 arbeitete er im Innenministerium Litauens. Von 1997 bis 2002 war er Mitglied im Rat der Stadtgemeinde Vilnius.
Von 1986 bis 1990 war er Mitglied der KPdSU, ab 1993 der Lietuvos socialdemokratų partija, ab 1999 der „Socialdemokratija – 2000“, ab 2003 stellvertretender Vorsitzender von LSDS.